# Zeki Demirkubuz
Zeki Demirkubuz, né le 1er octobre 1964 à Isparta en Turquie, est un réalisateur, scénariste et producteur turc. Il est l'un des représentants du cinéma d'auteur turc.

## Biographie
Zeki Demirkubuz est né à Isparta dans une famille de petits commerçants. Après le collège, il s’installe à Istanbul où il abandonne très vite le lycée et réalise de petits métiers notamment comme vendeur de rue. Parlant de cette époque, il se définit lui-même comme un « lumpenprolétaire ». Entre-temps, il se lie avec une organisation maoïste (TİKKO) proche du révolutionnaire communiste İbrahim Kaypakkaya. C’est ainsi qu’il est arrêté après le coup d’État de 1980 et doit aller en prison. Derrière les barreaux, malgré les tortures, il se cultive et découvre les œuvres de Balzac, Steinbeck et Dostoïevski. Il est finalement relâché au bout de 3 ans. Il termine ensuite le lycée et entame des études de journalisme à l’Université d’Istanbul. Il fait la rencontre du cinéaste Zeki Ökten par hasard et devient son assistant réalisateur à partir de 1985. Souhaitant écrire sa vie sous forme de nouvelles, il se résout finalement à réaliser son premier long-métrage en 1995 après les conseils d’Ökten,,. Il devient internationalement connu en 1997 avec Masumiyet qui est projeté au Mostra de Venise. Ses films suivants seront également projetés dans des festivals internationaux. Pour L'Humanité, Demirkubuz fait ainsi partie des réalisateurs turcs qui sont reconnus internationalement mais dont les films « n'intéressent dans leur propre pays que quelques cinéphiles ». 
À la question « Comment définir votre cinéma ? » de Libération, il répond ainsi :
« Je fais des films avec mon cœur, c'est tout ce qui compte. Je fais des films avec ma colère contre la vie telle qu'elle est, contre le système. Le cinéma reste le seul à pouvoir exprimer les deux niveaux de la vie, en profondeur et en surface. Il est là pour nous aider à comprendre, à découvrir, pour répondre à des questions et nous en reposer de nouvelles. Parfois, le cinéma me fait l'impression d'un ami chez lequel je découvre subitement les signes d'un comportement diabolique : c'est comme ça le cinéma, profond et ambigu. »

## Filmographie
- 1994 : C Blok
- 1996 : Baris Ekspresi (documentaire sur le conflit kurde en Turquie)
- 1997 : Masumiyet
- 1999 : Üçüncü Sayfa
- 2001 : İtiraf
- 2001 : Yazgı
- 2003 : Bekleme Odası
- 2006 : Kader
- 2009 : Kıskanmak
- 2012 : Yeraltı
- 2015 : Bulantı
- 2016 : Kor
- 2023 : Hayat